# 紅血球濃厚液
紅血球濃厚液（英語：Packed red blood cells），意即輸血中所分離出來的紅血球，通常不是用於貧血症狀就是當血紅蛋白低於 70 g/L（7 g/dL）時使用。一單位的紅血球濃厚液可以將血紅蛋白濃度增加約 10 g/L，若是接受化學療法或罹患有血色素病變者可能需要經常輸血注入。紅血球濃厚液是由靜脈注射注入患者體內。
注輸紅血球濃厚液有可能會引起過敏反應，如過敏性休克、溶血反應，亦有可能出現其他副作用如感染、體液容積過負荷與肺損傷等。已開發國家的現代血品製備方法，已大幅降低因輸紅血球濃縮液導致感染病毒性疾病（如C型肝炎與愛滋病）的風險，其機率小於百萬分之一。紅血球濃厚液通常由全血加工製備而成，或是捐血時經由红血球分離採集取得；其血品可以存放三至六周。
紅血球濃厚液目前列於世界衛生組織基本藥物標準清單中基礎醫療系統必備之重要藥物，且其從1960年代開始廣泛使用。在英國，一單位的紅血球濃厚液造價約120英鎊。紅血球濃厚液亦有其他的形式，如減除白血球之紅血球濃厚液與洗滌紅血球。